# Здіслав Шиманський
Здзіслав Шиманський (2.02.1926, м.Чарне, Польща — 5.09.1999, Кшиже, Польща) — польський фізик, науковець.
Здіслав народився 2 лютого 1926 року в місті Чарне, в Польщі. У 1950 році закінчив Лодзький технологічний інститут, отримавши ступінь магістра наук у сфері машинобудування. В 1953 році він також закінчив Варшавський університет, отримавши другий ступінь магістра у сфері фізики та ступінь доктора філософії. У 1956 році отримав ступінь доктора фізики в Інституті фізики Польської академії наук. Його дисертація стосувалася динаміки кнудсенівського газу.
Протягом своєї професійної діяльності він працював у кількох установах: Лодзькому технологічному інституті, Варшавському технологічному інституті, Інституті фізики Польської академії наук, Інституті ядерних досліджень та Варшавському університеті. У 1973 р. обраний членом-кореспондентом Польської академії наук, а в 1986 р. — дійсним членом. У 1989 році Польське фізичне товариство нагородило його найвищою нагородою — медаллю Мар’яна Смолуховського.
У 1956 році Здзіслав почав свою "велику пригоду з ядерною фізикою". Власне, «пригода» — це слово, яке найкраще описує Здзіславове розуміння наукових досліджень. Він був ентузіастом, захопленим своєю роботою, роботою, яка була суттю його життя, і до якої він ставився як до інтелектуальної пригоди. З самого початку своєї кар'єри він брав участь у створенні основ сучасної теорії будови ядра, і зробив великий внесок у цю наукову діяльність. Але ще більшим його внеском було навчання цілої спільноти польських фізиків-ядерників. Його з упевненістю можна назвати батьком польської школи фізики структури ядер. 
Він раптово помер 5 вересня 1999 року під час літньої школи з ядерної фізики в Кшиже, Польща.